# Zdeněk Dvořák
Zdeněk Dvořák  (Nové Město na Moravě, 26 de abril de 1981) é um matemático e cientista da computação tcheco, especialista em Teoria dos grafos.
Zdeněk Dvořák estudou matemática na Universidade Carolina, com mestrado em 2004 e um doutorado em 2007, orientado por Jaroslav Nešetřil, com a tese Asymptotic Structure of Combinatorial Objects. No pós-doutorado esteve na Universidade de Simon Fraser e no Instituto de Tecnologia da Geórgia. Em 2013 obteve a habilitação em Praga (New Techniques in Coloring Embedded Graphs) e tornou-se professor na Universidade Carolina.
Em 2016 foi editor do Journal of Combinatorial Theory B. 
Recebeu o Prêmio Europeu de Combinatória de 2015.

## Obras
- Z. Dvořák, J.-S. Sereni, J. Volec: Subcubic triangle-free graphs have fractional chromatic number at most 14/5, Journal of the London Mathematical Society, Volume 89, 2014, p. 641–662, Arxiv